# Ramazan Abdułatipow
Ramazan Gadżymuradowicz Abdułatipow (ur. 4 sierpnia 1946 w Dagestańskiej Autonomicznej Socjalistycznej Republice Radzieckiej).
Absolwent historii Uniwersytetu Dagestańskiego. Od 1990 do 1993 przewodniczący Rady Narodowości Rady Najwyższej RFSRR (Rosyjskiej Federacyjnej Socjalistycznej Republiki Radzieckiej, od 1992 - Federacji Rosyjskiej). Od 1993 pierwszy wiceprzewodniczący Państwowego Komitetu Federacji Rosyjskiej ds. Federacji i Narodowości. Od stycznia 1994 wiceprzewodniczący Rady Federacji Zgromadzenia Federalnego Federacji Rosyjskiej. Ambasador Rosji w Tadżykistanie od 2005 do 2009. Tymczasowy prezydent Dagestanu w dniu 28 stycznia 2013.